# Andrew Castle
Andrew Nicholas Castle (* 15. November 1963 in Epsom, Surrey, England) ist ein ehemaliger britischer Tennisspieler.

## Ausbildung
Castle begann im Alter von neun Jahren mit dem Tennisspielen. Nachdem er 1975 die nationale U12-Tennismeisterschaft gewonnen hatte, erhielt er ein Stipendium an der Millfield School. Er besuchte danach das Seminole Junior College in Florida, wo er sich ein Zimmer mit Mikael Pernfors teilte. Er schloss sein Marketing-Studium an der Wichita State University in Kansas ab.

## Tenniskarriere
1986 wurde Andrew Castle Tennisprofi. Im selben Jahr erreichte er die dritte Runde der Queen’s Club Championships, in Wimbledon schied er in der zweiten Runde in fünf Sätzen gegen Mats Wilander aus. Bei seiner ersten Teilnahme bei den Australian Open 1987 erreichte er mit seiner Doppelpartnerin Anne Hobbs das Finale im Mixed, wo sie in drei Sätzen der Doppelpaarung Zina Garrison und Sherwood Stewart unterlagen.
Sein einziges Finale auf der ATP Tour erreichte er 1988 in Seoul, unterlag dort jedoch Dan Goldie. Im Laufe seiner Karriere konnte er drei Doppeltitel erringen. Seine höchste Notierung in der Tennisweltrangliste erreichte er 1988 mit Position 80 im Einzel sowie Position 45 im Doppel.
Sein bestes Einzelergebnis bei einem Grand-Slam-Turnier war das Erreichen der dritten Runde bei den US Open, wo er in vier Sätzen Boris Becker unterlag. In der Doppelkonkurrenz erreichte er 1988 mit Roberto Saad das Halbfinale der Australian Open, zudem gelang ihm der Einzug ins Viertelfinale der US Open 1990 und ins Achtelfinale der French Open 1987. Im selben Jahr stand er an der Seite von Anne Hobbs im Finale der Australian Open im Mixed, sie unterlagen Zina Garrison und Sherwood Stewart.
Castle spielte zwischen 1986 und 1990 fünf Einzel- sowie acht Doppelpartien für die britische Davis-Cup-Mannschaft. Er konnte keines seiner Einzel gewinnen, seine Doppelbilanz war 3:5. Sei größter Erfolg mit der Mannschaft war die Teilnahme am Viertelfinale der Weltgruppe, welches Australien 4:1 gewann. Castle verlor dabei seine Einzelpartien gegen Paul McNamee und Pat Cash.
Bei den Olympischen Sommerspielen 1988 und Olympischen Sommerspielen 1992 trat er im Einzel und Doppel für Großbritannien an. Im Doppel schied er jeweils in der ersten Runde aus, 1988 an der Seite von Jeremy Bates gegen das Doppel aus Jugoslawien sowie 1991 mit Chris Wilkinson gegen die Doppelpaarung aus Argentinien. 1988 erreichte er durch einen Sieg gegen den Ivorer Clément N’Goran die zweite Runde, wo er Anders Järryd unterlag. Vier Jahre später scheiterte er in seiner Erstrundenpartie an Sergi Bruguera.

## TV-Karriere
Im Anschluss an seine 1992 beendete Tenniskarriere wurde er Sportkommentator bei British Sky Broadcasting. Seit 2000 moderiert er das Frühstücksfernsehen (Good Morning Television) auf ITV. 2003 wechselte er von Sky zur BBC, wo er seither unter anderem neben John McEnroe, Jimmy Connors und Boris Becker die Turniere von Wimbledon, die French und Australian Open sowie den Davis Cup kommentiert. Er nahm 2008 an der sechsten Staffel von Strictly Come Dancing (der britischen Version von Let’s Dance) teil, wo er in der siebten Runde ausschied. 2009 trat er in der britischen Version von Schlag den Star auf und besiegte seinen Herausforderer.

## Familie
Andrew Castle ist verheiratet und hat zwei Töchter. Seine Ur-Ur-Großmutter mütterlicherseits ist die Theosophin, Frauenrechtlerin und Schriftstellerin Annie Besant.

## Erfolge
| Legende                       |
| Grand Slam                    |
| Tennis Masters Cup            |
| ATP Masters Series            |
| ATP International Series Gold |
| ATP International Series (3)  |
| ATP Challenger Tour (5)       |

| ATP-Titel nach Belag |
| Hartplatz (3)        |
| Sand (0)             |
| Rasen (0)            |
| Teppich (0)          |

### Einzel

#### Finalteilnahmen
| Nr. | Datum          | Turnier | Belag     | Finalgegner | Ergebnis      |
| --- | -------------- | ------- | --------- | ----------- | ------------- |
| 1.  | 24. April 1988 | Seoul   | Hartplatz | Dan Goldie  | 3:6, 7:6, 0:6 |

### Doppel

#### Turniersiege

##### ATP Tour
| Nr. | Datum           | Turnier   | Belag     | Partner      | Finalgegner                      | Ergebnis      |
| --- | --------------- | --------- | --------- | ------------ | -------------------------------- | ------------- |
| 1.  | 24. April 1988  | Seoul     | Hartplatz | Roberto Saad | Gary Donnelly Jim Grabb          | 6:7, 6:4, 7:6 |
| 2.  | 28. August 1988 | Rye Brook | Hartplatz | Tim Wilkison | Jeremy Bates Michael Mortensen   | 4:6, 7:5, 7:6 |
| 3.  | 7. Januar 1990  | Adelaide  | Hartplatz | Nduka Odizor | Alexander Mronz Michiel Schapers | 7:6, 6:2      |

##### Challenger Tour
| Nr. | Datum            | Turnier      | Belag     | Partner          | Finalgegner                  | Ergebnis |
| --- | ---------------- | ------------ | --------- | ---------------- | ---------------------------- | -------- |
| 1.  | 19. März 1989    | Madeira      | Hartplatz | Nick Brown       | Warren Green Stephen Shaw    | 6:3, 6:2 |
| 2.  | 20. August 1989  | Singapur     | Hartplatz | Broderick Dyke   | Steve DeVries Paul Wekesa    | 7:6, 6:3 |
| 3.  | 22. Oktober 1989 | Cherbourg    | Hartplatz | Ronnie Båthman   | Olli Rahnasto Johan Vekemans | 6:2, 6:3 |
| 4.  | 18. Februar 1990 | Croydon      | Teppich   | Olivier Delaître | Nick Brown Nicholas Fulwood  | 7:6, 6:3 |
| 5.  | 5. Mai 1991      | Kuala Lumpur | Hartplatz | Paul Wekesa      | Ģirts Dzelde James Turner    | 7:6, 6:3 |

#### Finalteilnahmen
| Nr. | Datum           | Turnier    | Belag     | Partner       | Finalgegner                     | Ergebnis |
| --- | --------------- | ---------- | --------- | ------------- | ------------------------------- | -------- |
| 1.  | 14. August 1988 | Toronto    | Hartplatz | Tim Gullikson | Ken Flach Robert Seguso         | 6:7, 3:6 |
| 2.  | 23. Juni 1991   | Manchester | Rasen     | Nick Brown    | Goran Ivanišević Omar Camporese | 4:6, 3:6 |